# Salle Gaveau (groupe)
Salle Gaveau est un groupe japonais mélangeant des influences tango, jazz européen, rock progressif et rock in Opposition. Le guitariste Kido Natsuki a auparavant fait partie du groupe Bondage Fruit.

## Membres
- Natsuki Kido : guitare
- Naoki Kita : violon
- Yoshiaki Satô : accordéon
- Keisuke Torigoe : contrebasse
- Kyôko Kuroda : piano

## Discographie
- 2007 : Alloy
- 2008 : Strange Device